# Petruskirche (Niederkrossen)

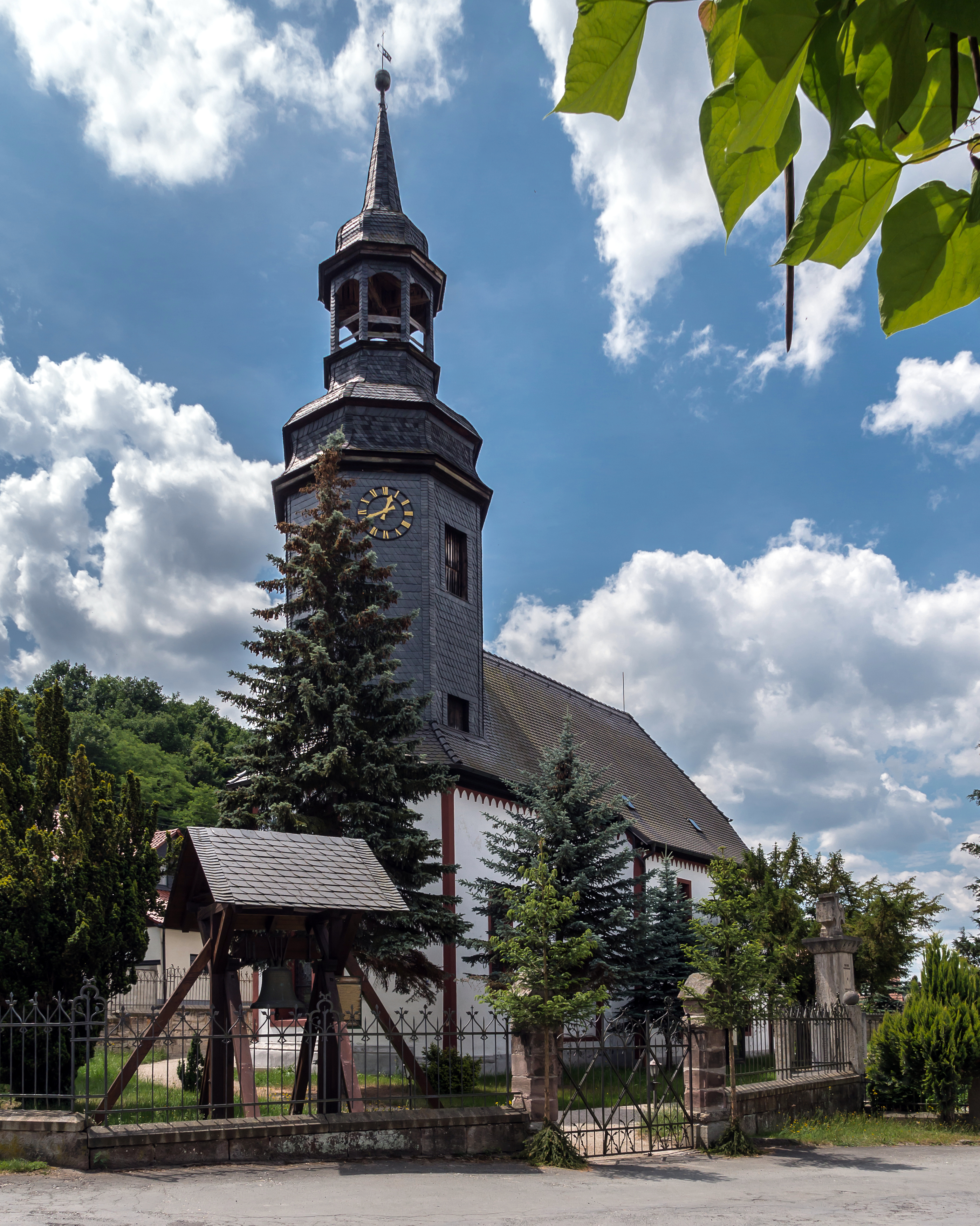
Petruskirche Niederkrossen

Die evangelische Petruskirche steht im Ortsteil Niederkrossen der Gemeinde Uhlstädt-Kirchhasel im Landkreis Saalfeld-Rudolstadt in Thüringen.

## Geschichte
Die Kirche steht mitten im Dorf von Häusern umgeben am Rande eines Dorfplatzes auf dem eingezäunten Friedhof. Von der 1194 erstmals genannten romanischen Saalkirche wurde das Kirchenschiff von 1408 bis 1498 neu gebaut. Die drei Spitzbogenfenster des Chorraums sind mittelalterlichen Ursprungs, auch die grauen Mauersockel.
1729 stockte man den Chor mit achteckigem sich mehrfach verjüngenden Dachreiter mit Laterne auf. Der Innenraum erfuhr dabei eine barocke Ausstattung. Eichenholzfarben schmückten den Raum. An der Holzdecke sah man einen eingerahmten Stuckengel mit Kranz. Der Kranz blieb aber nur erhalten. Anstelle des Engels befindet sich jetzt eine Darstellung betender Hände.
Die Kirche wurde von 1892 bis 1903 nach romanischen und gotischen Gesichtspunkten instand gesetzt, wie an dem roten Spitzbogenfries unterhalb der Traufe, den bemalten Gewändeöffnungen und Gebäudekanten, dem südseitigen Sakristeibau, den spitzbogigen Öffnungen und dem Zugang zur Kirche sichtbar. Die Fenster sind nicht angepasst und auch nicht der aufsitzende Dachreiter.